# Кампаньо
Кампаньо (порт. Campanhó)  —  район (фрегезия) в Португалии,  входит в округ Вила-Реал. Является составной частью муниципалитета  Мондин-де-Башту. По старому административному делению входил в провинцию Траз-уж-Монтиш и Алту-Дору. Входит в экономико-статистический  субрегион Тамега, который входит в Северный регион. Население составляет 350 человек на 2001 год. Занимает площадь 13,06 км².